# Was mir behagt, ist nur die muntre Jagd, BWV 208a
Was mir behagt, ist nur die muntre Jagd!, BWV 208a (El que més m’agrada, és la plasent cacera) és una cantata profana de Johann Sebastian Bach per a l'onomàstica de  Frederic August de Saxònia, estrenada a Leipzig el 3 d'agost de 1742.

## Origen i context
D'aquesta cantata només se'n conserva el llibret i se suposa que la música era la de la cantata homònima BWV 208, coneguda com la “Cantata de la caça”. Està dedicada al príncep elector de Saxònia, Frederic August II que regnà a Polònia com a August III, un gran amant i protector de les arts. Bach li dedicà diverses obres amb l'esperança que el nomenés Compositor de la Cort, fet que aconseguí el 1736. L'any 1733 li dedicà una Missa, que posteriorment es convertiria en la Missa en si menor BWV 232, i, a més de la present, les cantates: BWV 193a, BWV 205a, BWV 206, BWV 207a, BWV 213, BWV 214 i BWV 215.

## Discografia seleccionada
- J.S. Bach: Festmusiken zu Leipziger Universitätsfeiern. David Timm, Pauliner Barockensemble, Leipziger Universitätschor, Anastasiya Peretyahina, Friederike Urban, Martin Petzold, Wolf-Matthias Friedrich. (Querstand), 2009.